# Silepsis
En retórica, la silepsis, dentro de las figuras literarias, es una de las figuras de omisión. La silepsis es un caso extremo de zeugma: consiste en la omisión de un elemento que rige unidades diversas, semántica o sintácticamente (por ejemplo, "su producción consistió en escribir un libro y varios cuadros"). 
Se trata en la mayor parte de las veces de una incorrección: el término silepsis abarca diversas anomalías en la concordancia de género y número (así "la mayoría piensan").
También se conoce como silepsis la figura que consiste en el uso de una palabra en sentido a la vez recto y figurado, como se observa en el siguiente ejemplo. 

Quiero ir a China,

para orientarme un poco
Blas de Otero